# فرودگاه کوهستانی استون
فرودگاه کوهستانی استون (به انگلیسی: Stone Mountain Airport) یک فرودگاه همگانی- (تعطیل) است که یک باند فرود سنگفرش دارد و طول باند آن ۹۱۰/۸۲۰ متر است. این فرودگاه در کشور ایالات متحده آمریکا قرار دارد .